# Ганверівал
28°30′00″ пн. ш. 71°04′00″ сх. д. / 28.5° пн. ш. 71.066666666667° сх. д.
Ганверівал (урду گنویريوالا, пенджаб. گنیریوالا) — одна з археологічних пам'яток Пакистану бронзової доби, одне з найбільших міст Індської цивілізації.

## Історія
Вважається, що він був центром міста в Індській цивілізації, розквіт якого припав на 2600—1900 роки до н. е. (в так званий Хараппський період). Можливо Ганверівал визнавав загальну гегемонію Хараппи. В цей час в усьому регіоні були прийняті стандартизовані системи. Разом з тим досі нічого невідомо про політичну та соціальну систему Ганверівала.
За часів існування Ганверівали територія живилася річкою Хакра, що зробило землю родючою. Були розвинені землеробство (вирощували зернові та городні овочі), скотарство, ремесла, а також торгівля (як між різними центрами цивілізації, так й поза межами їх, ймовірно з центрами маргіано-бактрійської культури та Стародавньої Месопотамії і Стародавнього Ірану в Кермані та Еламі).
Звичайна система вимірювання також використовувалася та стандартизована в усій цивілізації, яка має 96 % точності. Система дотримується основних принципів двійкової та десяткової систем.
Було знайдено кілька написів хараппською мовою, вона залишається нерозшифрованою до тепер. Писемність складається з різних символів, іконографії та кодових слів, які були написані на глиняних таблицях, печатках і горщиках. За останніми дослідженнями сучасні дравідійські мови можуть бути найближчими до хараппської писемності.
Стосовно вірування нічого невідомо, але археологи виявили зображення оголеного чоловічого божества, яке сидить у позі йога з розпростертими руками на троні з учнем під ним.

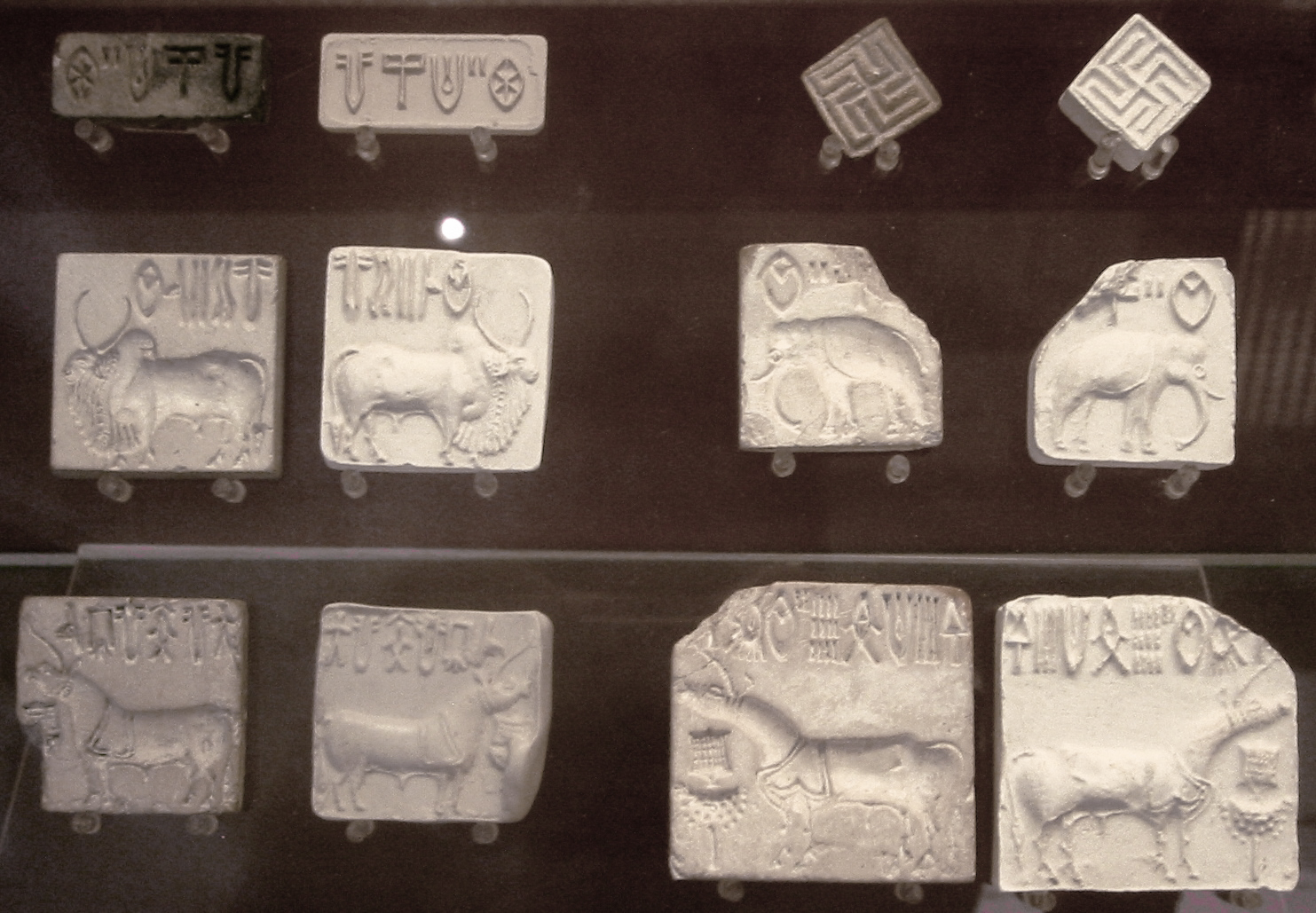
Печатки з Ганверівалу

Після 1900 року до н. е. місто було залишені на користь поселень у північно-східній частині сучасного Пакистану. Є докази того, що в цей час мешканці припинили використовувати кубічні гирі, квадратні стеатитові печатки та статуї богині-матері.

## Опис
Розмір поселення є спірним питанням, оскільки в різний час повідомлялося про різні розміри: М. Р. Мугал — 81,5 га, фахівці з Пенджабського університету — 42 га. Було висунуто гіпотезу, що решта 39 га, про які повідомив Мугал, могли бути вкриті піщаними дюнами, оскільки за останні десятиліття пустеля Голістан різко збільшилася. У 2008 році Масіх оцінив ділянку в 64 га, і, нарешті, дослідження 2021 року з використанням більш досконалих систем вимірювання створило контурну карту, яка показує ділянку Ганверівала в 66,7 га.
Загалом вважається, що Ганверівала була 5-м за величиною містом серед поселень Індської цивілізації. Дотримувався типового на той час міського планування, мало Верхнє та Нижнє місто, відомі тепер як курган A (розташований на сходу) і курган B (, більший із двох, на заході). Головна вулиця завширшки була центральним проходом для транспортування та переміщення товарів для обох частин міста.
Була знайдена стіна з глиняної цегли щавширшки 90 см, що простягалася з півдня на північ через курган А, подібні до тих, що були знайдені в інших поселеннях долини Інду. Вважається, що контури ділянки являють собою житлові квартали з вулицями, що проходять між ними. Існували каналізаційні системи.
Розвинено було металообробку і обробку каміння, що сприяло розвитку ремесел з виготовлення бісеру, кераміки (пофарбовану і просту), мідних інструментів і печаток, кам'яних знарядь, випаленої і клиноподібної цегли, стеатитових дискових та агатових намистин, статуеток, глиняних табличок з тисненням, теракотових фігурок однорогів.

## Розташування
Знаходиться на висохлому руслі річки Гхаггар, в пустелі Чолістан в південному Пенджабі.
Поселення розташоване на однаковій відстані 340 км на північний схід від Мохенджо-Даро та за 260 км на південний захід від Хараппи.

## Дослідження
Є найменш дослідженою серед інших археологічних пам'яток Інду. 1941 року вперше відкрито британським вченим Марком Аурелом Стейном. 1955 року його досліджував американський антрополог Генрі Філд.
Це місце було повторно відкрито в 1970-х роках Мохаммадом Рафіком Мугалом, але не було належним чином досліджено. Систематично дослідження почалося у 2007 році, коли Департамент археології та музеїв Уряду Пакистану видав ліцензію Департаменту археології Пенджабського університету. Було створено систематичну сітку місця для того, щоб нанести на карту Ганверівала та допомогти майбутнім розкопкам місця. Дослідження тривали до 2015 року.
Майбутнє ділянки, а також будь-які земляні роботи знаходяться під загрозою через продовження розвитку навколишньої території для сільськогосподарського використання, а також будівництво дороги завширшки 4 м (для мисливців з ОАЕ) через центр цієї археологічної пам'ятки.